# Varanus juxtindicus
Varanus juxtindicus este o specie de reptile din genul Varanus, familia Varanidae, descrisă de Böhme, Philipp și Arthur William Ziegler în anul 2002. Conform Catalogue of Life specia Varanus juxtindicus nu are subspecii cunoscute.